# Far Cotton and Delapre
Far Cotton and Delapre är en civil parish i Northamptonshire, England. Den bildades den 1 april 2020.